# Liste verbotener Autoren während der Zeit des Nationalsozialismus
Unmittelbar nach der „Machtübernahme“ begann die Politische Polizei mit der Beschlagnahme sogenannter „Zersetzungsliteratur“. Betroffen waren Privatbibliotheken, Leihbüchereien, Verlage, Buchhandlungen, Antiquariate und Werksbibliotheken sowie die Bibliotheken verfolgter Organisationen (Gewerkschaften, Parteien, Arbeiterbildungsvereine, religiöse Gemeinschaften, Logen). Beschlagnahmte Bücher wurden den für die Archivierung dieser Literatur vorgesehenen Bibliotheken oft von Polizeidienststellen, Bürgermeisterämtern und Landratsämtern zugesandt. So verfügte etwa der Heidelberger Oberbürgermeister Neinhaus bereits am 6. April 1933, die in der Städtischen Volksbücherei vorhandenen Bücher jüdischer Autoren zu sichern und der Ausleihe zu entziehen. Nach einer weiteren Verfügung vom Folgetag sollten auch Bücher und Zeitschriften mit „ausgesprochen bolschewistischen, marxistischen, pazifistischen oder atheistischen Tendenzen“ von der Benutzung ausgeschlossen werden. Schon bald darauf kursierten auch die ersten Listen „volkstum- und Kulturzersetzenden Schrifttums“, die von den unterschiedlichsten Akteuren verfasst worden waren, aber in der Regel noch keinerlei amtlichen Charakter besaßen.
Anfang April 1933 hatte die Deutsche Studentenschaft mit der Vorbereitung ihrer Aktion „Wider den undeutschen Geist“ begonnen, mit dem Ziel der „öffentlichen Verbrennung jüdischen zersetzenden Schrifttums“. Teil dieser Vorbereitung war eine reichsweite Sammelaktion Ende April/Anfang Mai, bei der anhand von Schwarzen Listen private Buchhandlungen und Leihbüchereien, aber beispielsweise auch das von Magnus Hirschfeld gegründete Institut für Sexualwissenschaft nach anstößiger Literatur durchsucht wurden.
Als „verbotenes Schrifttum“, so definierte es Hans-Peter Des Coudres, damals Bibliotheksleiter auf der SS-Reichsleiterschule Wewelsburg, auf dem 31. Deutschen Bibliothekartag im Juni 1935, „soll verstanden werden in erster Linie nur das vom Staat verbotene bzw. beschlagnahmte und eingezogene Schrifttum, wie es, außer bei den gerichtlichen Einziehungen, in den Polizeiblättern der deutschen Länder und im Reichsanzeiger angezeigt wird, im übrigen aber auch das unerwünschte Schrifttum, das, ohne titelmäßig ausdrücklich verboten, von den öffentlichen Bibliotheken dem verbotenen ähnlich zu behandelt ist. (...) Es ist dies das Schrifttum mit bolschewistischer, marxistischer, internationaler, pazifistischer oder atheistischer Tendenz.“
Für die betroffenen Schriftsteller hatte dies u. a. auch die Konsequenz, dass sie im wichtigsten Nachschlagewerk zur deutschsprachigen Literatur, Kürschners Deutschem Literatur-Kalender, nicht mehr verzeichnet wurden. Auch die zunehmend restriktivere Literaturpolitik machte sich hier bemerkbar. Während beispielsweise Heinrich Mann, und viele andere Autoren, bereits in der ersten Neuauflage (Bd. 47) nach der Machtübernahme fehlte, verschwanden sein Bruder Thomas und dessen Sohn Klaus erst aus Band 48 von 1939. Aufgenommen werden durfte nur noch, wer Mitglied der Reichsschrifttumskammer war.

## Amtliche Schwarze Liste für die Volksbüchereien in Preußen(„Liste Herrmann“)
Schon im März 1933 begann der Bibliothekar Wolfgang Herrmann mit der Erarbeitung von schwarzen Listen zur Säuberung der öffentlichen Bibliotheken. Ob dies bereits im Auftrag des Propagandaministeriums geschah, ist unbekannt. Spätestens Anfang April übernahm Herrmann die Leitung des neugegründeten „Ausschusses zur Neuordnung der Berliner Stadt- und Volksbüchereien“. Zu seinen weiteren Mitgliedern gehörten die Berliner Bibliothekare Max Wieser (Stadtbücherei Spandau) und Hans Engelhard (Stadtbibliothek Berlin). Am 18. April 1933 erhielt der Ausschuss den offiziellen Auftrag des Berliner Oberbürgermeisters Heinrich Sahm, die örtlichen Büchereien „von marxistischen, jüdischen und pazifistischen Schriften zu reinigen“. Bald darauf wurde eine erste „Schwarze Liste. Schöne Literatur“ veröffentlicht, ergänzt um „Grundsätzliches zur Anfertigung von Schwarzen Listen“. Noch im Mai wurde diese Liste vom Preußischen Kultusministerium für ganz Preußen verbindlich gemacht. Am 16. Mai erfolgte dann die Veröffentlichung im Börsenblatt für den deutschen Buchhandel. Neben wenigen Anthologien enthielt die Liste die Namen von 133 deutschen und nichtdeutschen Autoren fast durchweg des 20. Jahrhunderts. In der Regel fiel das Gesamtwerk bzw. die in Deutschland verfügbaren Titel unter das Verbot, wie etwa bei Erich Maria Remarque, Heinrich Mann oder Irmgard Keun. Es gab aber auch Autoren, bei denen nur einzelne Titel genannt wurden (so Die Waffen nieder! Bertha von Suttners) oder umgekehrt, vom Gesamtverbot einzelne Titel ausgenommen waren (wie etwa Biene Maja von Waldemar Bonsels oder Emil und die Detektive von Erich Kästner). Die aufgeführte Literatur sollte aus den Büchereibeständen entfernt oder von der Nutzung ausgeschlossen werden.
Grundsätzlich unterstützt wurden die Maßnahmen vom Börsenverein der Deutschen Buchhändler. In einer Erklärung vom 12. April 1933 begrüßte der Gesamtvorstand die „nationale Erhebung“ und kündigte an, in seinem Einflussbereich die Anordnungen der Reichsregierung in der „Judenfrage“ „ohne Vorbehalt“ durchzuführen. Am 11. Mai erklärte der Vorstand, dass zwölf namentlich genannte Autoren, nämlich Lion Feuchtwanger, Ernst Glaeser, Arthur Holitscher, Alfred Kerr, Egon Erwin Kisch, Emil Ludwig, Heinrich Mann, Ernst Ottwalt, Theodor Plivier, Erich Maria Remarque, Kurt Tucholsky (mit allen seinen Pseudonymen) und Arnold Zweig, als „für das deutsche Ansehen als schädigend zu erachten“ seien und forderte den Buchhandel auf, deren Werke nicht weiter zu verbreiten.
Eine andere, von Herrmann abweichende, Liste scheint einer ebenfalls von der Deutschen Studentenschaft durchgeführten „Aktion der Ausscheidung aussätzigen Schrifttums“ im Mai 1933 zugrunde gelegen zu haben, die der Entfernung der hier aufgeführten Titel aus den studentischen Büchereien zum Ziel hatte. Über Herrmann hinausgehend wurden hier u. a. Claude Anet, Theodore Dreiser, Stefan Grossmann, Alexander Roda Roda, Carl Sternheim und Otto Zarek mit einem Gesamtverbot belegt; hingegen wurden bei Kasimir Edschmid gänzlich andere Titel indiziert.
Im gleichen Monat begann die Deutsche Bücherei auf Veranlassung des Kampfbundes für deutsche Kultur und des Börsenvereins der Deutschen Buchhändler mit der Zusammenstellung schwarzer Listen für den Buchhandel. Unter Leitung des Bibliothekars Wilhelm Frels wurden die vier Listen Sexualliteratur, Schöne Literatur, Politische Literatur und Jugendschriften für die Indizierung erstellt. Die Einzellisten wurden Anfang Herbst 1933 zu einer „Gesamtliste der unerwünschten Literatur“ zusammengefasst, die nach Autoren, Verlagen, Serien und Sammelwerken gegliedert war. Um negative Reaktionen des Auslandes zu vermeiden, wurden den Verlegern die betroffenen Werke in streng vertraulichen Einschreiben mitgeteilt.
Im Mai und Juni 1933, dem ersten Jahr der nationalsozialistischen Regierung, wurden in vielen deutschen Städten in einer groß angelegten studentischen „Aktion wider den undeutschen Geist“ demonstrativ öffentliche Bücherverbrennungen durchgeführt. Die Auswahl der „verbrennungswürdigen“ Werke basierte auf sogenannten „schwarzen Listen“, die im März 1933 erstellt wurden und die die Grundlage für die Plünderungen von Büchereien und Buchhandlungen bildeten (siehe Liste der verbrannten Bücher 1933). Die Verfolgung und Zensur unliebsamer Autoren wurde bald nach den studentischen Bücherverbrennungen von offizieller Seite fortgesetzt.

## Vorläufige Richtlinien für die Auslese der Bestände der öffentlichen Büchereien nach völkischen Gesichtspunkten(Thüringen)
Wohl spätestens im Juli 1933 erarbeitete das thüringische Volksbildungsministerium eigene Richtlinien, die am 28. August 1933 veröffentlicht wurden. Inhaltlich gingen sie über die Berliner Indizierungskriterien hinaus, die aufgeführte Literatur war in drei Einzellisten („1. Schöne Literatur“, 2. Literatur- und Kunstgeschichte, 3. Geschichte, Politik und Staatswissenschaften) untergliedert und umfasste nun die Namen von ca. 350 Autoren. Gegenüber der Berliner Liste wurden allerdings nicht nur weitere Schriftsteller aufgenommen, sondern von manchen Autoren, wie z. B. B. Traven, erschien nun das Gesamtwerk und nicht nur Einzeltitel auf dem Index. In seltenen Fällen wurden auch Namen gestrichen, wie etwa Max Barthel, wohl wegen seiner Wendung zum Nationalsozialismus.
Umfassend definiert wurden die Säuberungskriterien.
Auszuscheiden sei unter der „Schönen Literatur“:
1. „Artfeindliches, gemeinschaftauflösendes und volkszerstörendes“ Schrifttum. Oberstes Auswahlkriterium für die Aufnahme in Büchereien müsse die feste Verwurzelung in der „blut- und artbedingten Volksgemeinschaft“ sowie die „geistig-seelische“ Identifizierung mit dem deutschen Volk sein.
2. Die „zersetzenden Zeugnisse jüdischen Geistes“.
3. Alle Werke „volkstumsfremder und landschaftsferner, großstädtischer Literaten“, die im „Geiste des bürgerlich-dekadenten Subjektivismus“ verfasst worden seien.
4. Alle Veröffentlichungen, die unter dem Deckmantel des Kunstwerkes Klassenkampf, Marxismus, Pazifismus, Atheismus, Pan-Europäismus oder Kosmopolitismus propagierten.
5. Fremdsprachliche Literatur im Original oder in Übersetzungen, sofern sie nicht „deutsch-nordischem Empfinden artverwandt oder seelenverbunden ist“.

## Richtlinien für die Bestandsprüfung in den Volksbüchereien Sachsen
Im Juni 1935 veröffentlichte die „Staatliche Landesfachstelle für Volksbüchereien Sachsen“ nachstehende „Gesichtspunkte“ für die „Ausmerzung“. Auf schwarze Listen wollte man wegen der absehbaren Lückenhaftigkeit hingegen verzichten, vielmehr vertraue man darauf, dass der „Büchereileiter die richtige Stellung zum Buche von sich aus innehat und von seiner verantwortungsvollen Aufgabe der Volksgemeinschaft gegenüber bis ins Letzte durchdrungen ist“:
1. Die Werke von Landesverrätern, Emigranten und von Autoren fremder Völker, die glauben, das neue Deutschland bekämpfen und herabsetzen zu können. (Albert Einstein, H.G. Wells, Romain Rolland).
2. Die Literatur des Marxismus, Kommunismus, Bolschewismus.
3. Die pazifistische Literatur (Bertha von Suttner, Erich Maria Remarque, Theodor Plivier)
4. Die liberalistisch-demokratische Tendenz- und Gesinnungsliteratur und die Propagandisten des Weimarer Staates (Walther Rathenau, Heinrich Mann, Hugo Preuß).
5. Alle Werke zur Geschichte, die darauf angelegt sind, die Herkunft, das Wesen und die Kultur des deutschen Volkes herabzusetzen, die deutsche Volksordnung in ihrer Art und Rasse aufzulösen, die Kraft und Bedeutung großer Führergestalten zugunsten der Masse infolge Gleichheitsgedanken zu verneinen und deren Größe in den Schmutz zu ziehen (Emil Ludwig).
6. Schriften weltanschaulichen und lebenskundlichen Charakters, deren Inhalt die falsche naturwissenschaftliche Aufklärung eines primitiven Darwinismus und Monismus ist (Ernst Haeckel).
7. Bücher über Künste, deren Vertreter der entarteten blutleeren, rein konstruktiven „Kunst“ positiv gewürdigt werden (George Grosz, Otto Dix, Bauhaus, Erich Mendelsohn).
8. Schriften der Sexualpädagogik und zur sexuellen Aufklärung, die sich in den Dienst des Genussegoismus der Einzelperson stellen und damit volks- und rassezerstörend im höchsten Grade wirken (Magnus Hirschfeld).
9. Die dekadente, zersetzende, volksschädliche Literatur der „Asphalt- und Zivilisationsliteraten“ (Oskar Maria Graf, Heinrich Mann, Bertolt Brecht, Stefan Zweig, Jakob Wassermann, Franz Blei).
10. Die Literatur jüdischer Autoren, gleichviel welcher Gebiete.
11. Die Gesellschafts- und Unterhaltungsliteratur, in der das Leben und die Lebensziele auf dem Grunde einer bürgerlichen oder feudalen Lebensauffassung in oberflächlicher, unwahrer und süßlicher Weise dargestellt werden.
12. Der nationalistische, patriotische Kitsch in der Literatur (P.O. Höcker).

## Liste des schädlichen und unerwünschten Schrifttums
Das zunehmende Durcheinander der Verbotspolitik, bei dem die unterschiedlichsten Instanzen Verbote aussprachen, wurde schließlich auch vom Regime selbst als Problem erkannt, nicht zuletzt mit Blick auf die negative Außenwirkung. Zunächst gab es nämlich als wesentliche Orientierungshilfe nur das „Börsenblatt des deutschen Buchhandels“, in dem seit 1933 die im „Deutschen Reichsanzeiger“, im „Deutschen Kriminalpolizeiblatt“ und im „Bayerischen Polizeiblattes“ angekündigten Verbote veröffentlicht wurden. Auf Vorschlag des Leiters der Schrifttumsabteilung des Propagandaministeriums, Heinz Wismann, wurde daher am 25. April 1935 eine „Anordnung über schädliches und unerwünschtes Schrifttum“ erlassen. Demnach sollte die Reichsschrifttumskammer, die mit der Umsetzung beauftragt war, zwei Listen erstellen. Die eine erfasste das jugendgefährdende Schrifttum, die andere alle Veröffentlichungen, die das „nationalsozialistische Kulturwollen“ gefährdeten.
Eine „Liste 1 des schädlichen und unerwünschten Schrifttums“ wurde mit Stand vom Oktober des Jahres erstmals Ende 1935 vorgelegt. Sie basierte zum Teil auf einem älteren, von der Bayerischen Politischen Polizei im Herbst 1934 erstellten Verzeichnis, das 6834 Titel von insgesamt 2293 Autoren enthielt. In der Folgezeit wurde die Liste durch mehrere Nachträge ergänzt. Wie die Ausgangsliste erwies sie sich jedoch als fehlerhaft und wenig praxistauglich. So waren beispielsweise infolge einer Namensverwechslung „sämtliche Schriften“ des fanatischen Antisemiten Eugen Dühring in die „Liste 1“ aufgenommen worden.
Ab dem 1. April 1938 wechselte die Verbotskompetenz von der Reichsschrifttumskammer auf die entsprechende Abteilung des Reichspropagandaministeriums über. Ende 1939 wurde dann mit Stand 31. Dezember 1938 eine grundlegend überarbeitete und erweiterte Neuausgabe der „Liste des schädlichen und unerwünschten Schrifttums“ (Liste [2]) vorgelegt, die von den Mitarbeitern der Bibliographischen Abteilung der Deutschen Bücherei zusammengestellt worden war. Sie umfasste 4175 Einzeltitel und 565 Gesamtverbote; von den in der Liste erfassten Werken waren sämtliche Auflagen und Ausgaben einschließlich der Übersetzungen betroffen. Dabei wurden in seltenen Fällen Titel durchaus gestrichen. So taucht „Ferdinand Lassalles Tagebuch“, herausgegeben von Paul Lindau, nicht mehr in der Liste von 1939 auf.
Abgesehen etwa von den Klassikern der marxistischen Literatur oder Werken der politischen Publizistik enthielten die Listen mehrheitlich Werke zeitgenössischer Autoren der literarischen Moderne. Zu den Ausnahmen gehört der italienische Renaissance-Autor Pietro Aretino, dessen sämtliche Schriften bereits mit Liste 1 verboten wurden.
Für die Zeit ab dem 1. Januar 1939 gab die Deutsche Bücherei dann monatlich eine „Liste der in der Deutschen Bücherei unter Verschluss gehaltenen Druckschriften“ heraus. Sie enthielt zum einen alle vom Propagandaministerium seit diesem Datum verbotenen Schriften, alle Neuerscheinungen bereits indizierter Verlage oder Verfasser und alle im „Deutschen Kriminalpolizeiblatt“ als beschlagnahmt aufgeführten Titel, sofern nicht bereits in der Liste von Ende 1938 genannt. Zwischen 1939 und 1943 einschließlich wurden diese monatlich erstellten Listen zu „Jahreslisten“ zusammengefasst; die letzte Monatsliste wurde noch im Februar 1945 erstellt.
Ergänzt wurden diese vorwiegend auf die deutschsprachige Literatur beschränkten Listen durch ein „Verzeichnis englischer und nordamerikanischer Schriftsteller“, das 1942 von der Schrifttumsleitung des Propagandaministeriums herausgegeben wurde. Dieses enthielt die Werke von etwa 1520 Autoren, die während des Krieges nicht aufgelegt oder ausgeliehen werden durften. Zudem war ab 1940 im Generalgouvernement eine „Liste des deutschfeindlichen, schädlichen und unerwünschten polnischen Schrifttums“ erschienen, die bis 1943 regelmäßig aktualisiert wurde.

## Bücherverbot der SS
Am 9. Juni 1941 gab das Reichssicherheitshauptamt (die ideologische Abteilung der SS zur „Bekämpfung der Gegner der nationalsozialistischen Weltanschauung“ unter der Leitung des Reichsführers SS Heinrich Himmler) einen Erlass heraus, nach dem „Druckschriften, die nicht in die Liste des schädlichen und unerwünschten Schrifttums eingereiht worden sind“, verboten wurden. Publiziert wurde dieser Erlass nur im „Befehlsblatt des Chefs der Sicherheitspolizei und des SD“ vom 9. Juni 1941. Bei den über 300 Titeln handelte es sich vorwiegend um religiöse, philosophische, teilweise auch metaphysische und oft auf den ersten Blick banale Titel. Die Gestapo beschlagnahmte bis zum Februar 1945 Bücher wie Das Verbrechen als Krankheit von Georg Bonne (1927), Der Herrgott im Schützengraben von Max Biber oder Heilkräuter im Dienste der Schönheit. So gut wie alle Autoren der Liste sind vergessen, ihre Werke sind vielfach nicht einmal im Verzeichnis der Schriften, die 1933–1945 nicht angezeigt werden durften (Hrsg. Deutsche Bücherei Leipzig) aufgenommen. Dass Heinrich Himmler – anders als oft angenommen – eine aktive Rolle in der NS-Literaturpolitik spielte, belegt die Präambel der „Liste des schädlichen und unerwünschten Schrifttums“, in der Himmler mit einer Zensurvollmacht ausgestattet wurde und neben den Verboten, die Joseph Goebbels als Präsident der Reichskulturkammer erteilte, ein „zusätzliches Verbot“ erteilen konnte.

## Verbotene Autoren
Die folgende Liste, welche nicht vollständig ist, führt Autoren auf, deren Werke auf Bücherverbotslisten während der Zeit des Nationalsozialismus standen und stammen unter anderem aus:
1. Liste des schädlichen und unerwünschten Schrifttums, Stand vom 31. Dezember 1938
2. Jahreslisten 1939–1941. Unveränderter Neudruck der Ausgabe Leipzig 1938–1941, Vaduz 1979

Autoren standen auf der Liste, weil sie oder ihre Vorfahren jüdischer Abstammung waren; weil sie politisch nicht mit dem Regime übereinstimmten; weil sie pazifistische oder kommunistische Ansichten verbreiteten oder dessen verdächtigt wurden. Auch bereits verstorbene Autoren fanden sich auf der Liste. Archivalisch finden sich zahlreiche Listen aus allen möglichen Bereichen im deutschen Bundesarchiv unter Ziffer R 56-V/...

### A
- Maximiliane Ackers
- Alfred Adler
- Hermann Adler
- Max Adler
- Ernst Angel
- Pietro Aretino
- Frank Arnau
- Nathan Asch
- Schalom Asch
- Bernhard Aschner
- Raoul Auernheimer

### B
- Isaak Babel
- Martha Babillotte
- Henri Barbusse
- Max Barthel
- Otto Bauer
- Vicki Baum
- Johannes R. Becher
- Hans Beckers
- Max Beer
- Richard Beer-Hofmann
- Walter Benjamin
- Martin Beradt
- Alice Berend
- Walter A. Berendsohn
- Eduard Bernstein
- Fritz Ernst Bettauer
- Günther Birkenfeld
- Franz Blei
- Fritz Bley
- Ernst Bloch
- Helena Bobińska
- Nikolai Bogdanow
- Felix Braun
- Rudolf Braune
- Alfred Braunthal
- Bertolt Brecht
- Willi Bredel
- Joseph Breitbach
- Hermann Broch
- Max Brod
- Christa Anita Brück
- Ferdinand Bruckner
- Carl Buttenstedt

### C
- Robert Carr
- Elisabeth Castonier
- Curt Corrinth

### D
- Ludwig Dexheimer
- Alfred Döblin
- John Dos Passos

### E
- Erich Ebermayer
- Edmund Edel
- Kasimir Edschmid
- Ilja Ehrenburg
- Albert Ehrenstein
- Reinhold Eichacker
- Albert Einstein
- Carl Einstein
- Kurt Eisner
- Friedrich Engels
- Hermann Essig
- Hanns Heinz Ewers

### F
- Emil Felden
- Lion Feuchtwanger
- Georg Fink
- Marieluise Fleißer
- Friedrich Wilhelm Foerster
- Bruno Frank
- Leonhard Frank
- Anna Freud
- Sigmund Freud
- Alexander Moritz Frey
- Egon Friedell
- Salomo Friedlaender
- Ernst Friedrich
- Eduard Fuchs

### G
- Rudolf Geist
- André Gide
- Fjodor Gladkow
- Ernst Glaeser
- Maria Gleit
- Alfons Goldschmidt
- Claire Goll
- Ivan Goll
- Maxim Gorki
- Oskar Maria Graf
- George Grosz
- Karl Grünberg
- Ketty Guttmann

### H
- Konrad Haemmerling
- Felix Halle
- Ferdinand Hardekopf
- Jakob Haringer
- Jaroslav Hašek
- Walter Hasenclever
- Raoul Hausmann
- Heinrich Heine
- Ernest Hemingway
- Georg Hermann
- Max Herrmann-Neiße
- Franz Hessel
- Karl Jakob Hirsch
- Leo Hirsch
- Magnus Hirschfeld
- Jakob van Hoddis
- Josef Hofbauer
- Richard Hoffmann
- Arthur Holitscher
- Ödön von Horváth
- Albert Hotopp
- Richard Huelsenbeck

### I
- Ilja Ilf
- Béla Illés
- Wera Inber
- Ernst Issberner-Haldane
- Wsewolod Wjatscheslawowitsch Iwanow

### J
- Heinrich Eduard Jacob
- Hans Henny Jahnn
- Georg Jellinek
- Else Jerusalem
- Ernst Johannsen
- Franz Jung

### K
- Erich Kästner
- Franz Kafka
- Georg Kaiser
- Mascha Kaléko
- Josef Kallinikow
- Alfred Kantorowicz
- Siegfried Kawerau
- Josef Kastein
- Valentin Katajew
- Gina Kaus
- Karl Kautsky
- Hans Keilson
- Bernhard Kellermann
- Hans Kelsen
- Alfred Kerr
- Hermann Kesten
- Irmgard Keun
- Egon Erwin Kisch
- Kurt Kläber
- Klabund
- Otto Michael Knab
- Erich Knauf
- Alma Johanna Koenig
- Lenka von Koerber
- Annette Kolb
- Alexandra Kollontai
- Gertrud Kolmar
- Edlef Köppen
- Paul Kornfeld
- Siegfried Kracauer
- Theodor Kramer
- Karl Kraus
- Peter Kropotkin
- Adam Kuckhoff
- Heinrich Kurtzig
- Michail Kusmin

### L
- Peter Martin Lampel
- Gustav Landauer
- Paul Langenscheidt
- Berta Lask
- Else Lasker-Schüler
- Andreas Latzko
- Eva Leidmann
- Maria Leitner
- Wladimir Iljitsch Lenin
- Leonid Leonow
- Alexander Lernet-Holenia
- Theodor Lessing
- Ludwig Lewisohn
- Juri N. Libedinski
- Leopold Lichtwitz
- Wladimir Lidin
- Karl Liebknecht
- Karl Lieblich
- Heinz Liepmann
- Otto Linck
- Jack London
- Hubertus Prinz zu Löwenstein
- Ernst Lothar
- Emil Ludwig
- Rosa Luxemburg

### M
- André Malraux
- Heinrich Mann
- Klaus Mann
- Thomas Mann
- Hans Marchwitza
- Valeriu Marcu
- Ludwig Marcuse
- Kurt Martin
- Karl Marx
- Walter Mehring
- Albrecht Meyenberg
- Viktor Meyer-Eckhardt
- Gustav Meyrink
- Friedrich Michael
- Karin Michaelis
- Hermynia zur Mühlen
- Erich Mühsam
- Hanns Otto Münsterer
- Robert Musil

### N
- Alfred Neumann
- Robert Neumann
- Alexander Newerow
- Max Nordau

### O
- Nikolai Ognjew
- Ivan Olbracht
- Franz Oppenheimer
- Carl von Ossietzky
- Karl Otten
- Ernst Ottwalt

### P
- Fjodor Panfjorow
- Leonid Pantelejew
- Hertha Pauli
- Jewgeni Petrow
- Kurt Pinthus
- Georg W. Pijet
- Theodor Plivier
- Alfred Polgar
- Adelheid Popp
- Gertrud Prellwitz

### Q
- Ludwig Quidde

### R
- Fritz Reck-Malleczewen
- Erik Reger
- Gustav Regler
- Wilhelm Reich
- Joachim von Reichel
- Erich Maria Remarque
- Ludwig Renn
- Karl Renner
- Nicolas Edme Restif de la Bretonne
- Joachim Ringelnatz
- Rudolf Rocker
- Ruth Margarete Roellig
- Kurt Rosenfeld
- Elfriede Rotermund
- Joseph Roth
- Ludwig Rubiner
- Otto Rühle
- Alice Rühle-Gerstel
- Arthur Rümann

### S
- Nelly Sachs
- Felix Salten
- Rahel Sanzara
- Albrecht Schaeffer
- Alfred Schirokauer
- Arno Schirokauer
- Schlump
- Arthur Schnitzler
- Karl Schröder
- Anna Seghers
- Lidija Sejfullina
- Alfred Semerau
- Alexander Serafimowitsch
- Walter Serner
- Ignazio Silone
- Upton Sinclair
- Hans Sochaczewer
- Fjodor Sologub
- Michail Soschtschenko
- Otto Soyka
- Wilhelm Speyer
- Rudolf Steiner
- Paul Stefan
- Carl Sternheim
- Edward Stilgebauer
- Oskar Stillich
- Bertha von Suttner

### T
- Lisa Tetzner
- Adrienne Thomas
- Sunao Tokunaga
- Ernst Toller
- Friedrich Torberg
- B. Traven
- Leo Trotzki
- Karl Tschuppik
- Kurt Tucholsky
- Werner Türk

### U
- Arnold Ulitz
- Fritz von Unruh

### V
- Karel Vaněk

### W
- Gustav von Wangenheim
- Herwarth Walden
- Ernst Warlitz
- Jakob Wassermann
- Alexander Otto Weber
- Hans von Wedderkop
- Alex Wedding
- Frank Wedekind
- Armin T. Wegner
- Ernst Weiß
- Herbert George Wells
- F. C. Weiskopf
- Franz Werfel
- Eugen Gottlob Winkler
- Oskar Wöhrle
- Friedrich Wolf
- Victoria Wolff

### Z
- Arthur Zapp
- Carl Zuckmayer
- Arnold Zweig
- Stefan Zweig